# USS Caracara (AMc-40)
USS Caracara (AMc-40) – trałowiec typu Accentor. Pełnił służbę w United States Navy w czasie II wojny światowej.
Jego stępkę położono w Bristol Yacht Building Co., South Bristol (Maine). Zwodowano go 23 sierpnia 1941. Wszedł do służby 30 grudnia 1941.
W czasie wojny pełnił służbę na Atlantyku w pobliżu wschodniego wybrzeża USA w 10 Dystrykcie Morskim.
Skreślony z listy jednostek floty 21 stycznia 1946.